# Nara (stacja kolejowa)
Nara (ros. Нара) – stacja kolejowa w miejscowości Naro-Fominsk, w rejonie narofomińskim, w obwodzie moskiewskim, w Rosji. Położona jest na linii Moskwa – Briańsk – Kijów.

## Historia
Stacja powstała w czasach carskich pomiędzy stacjami Aprielewka i Bałabanowo.

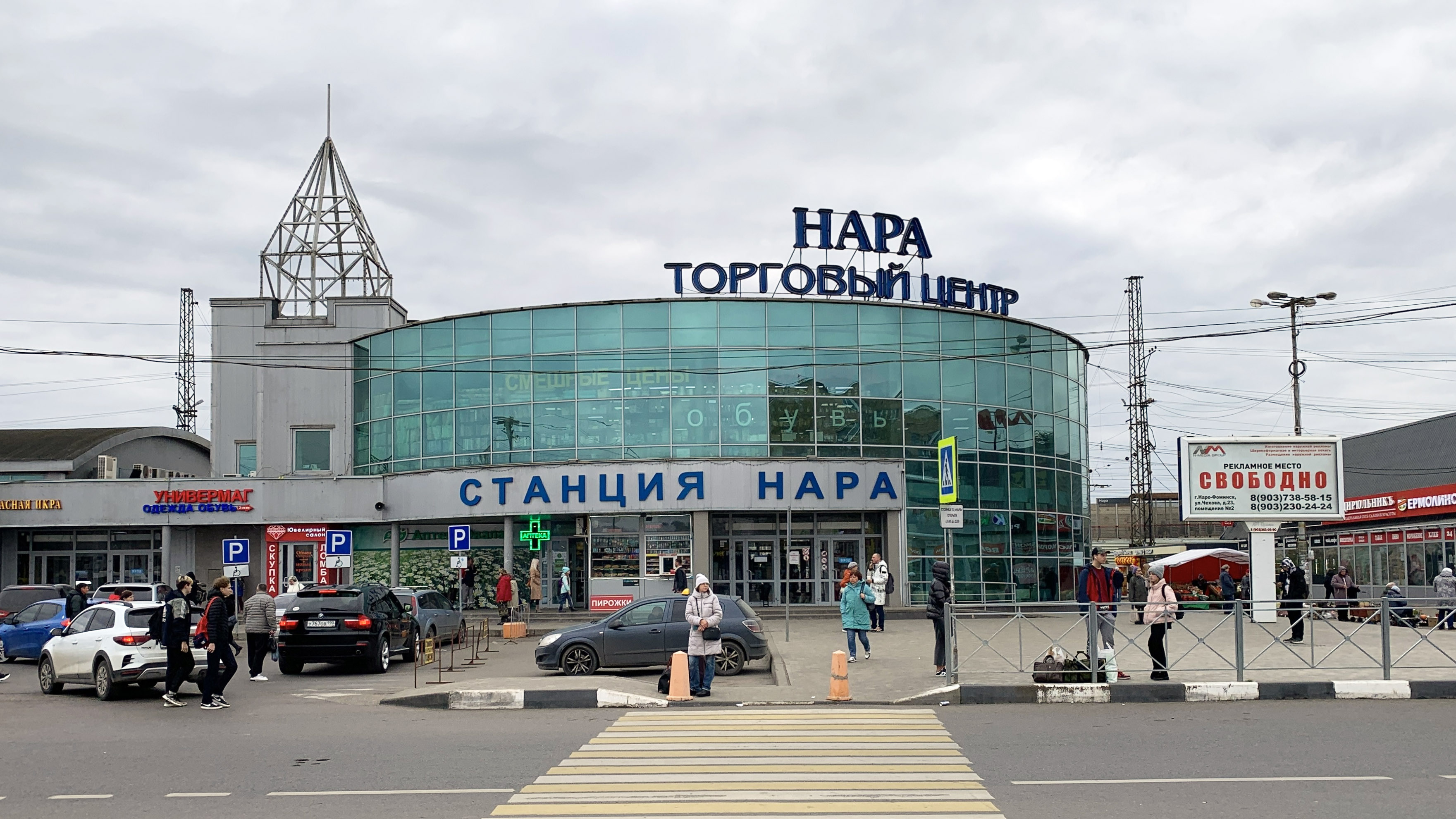